# بلا ديل بانادس
بلدية البلا ديل بينيديس (بالكاتالانية: el Pla del Penedès) هي إحدى بلديات مقاطعة برشلونة، والتي تقع في منطقة كاتالونيا، شرق إسبانيا.
يبلغ عدد سكانها 891 نسمة وفقاً لإحصائية سنة (2007).